# يوسف خاص حاجب
يوسف خاص حاجب فيلسوف تركي مسلم مفكر وشاعر ورجل الدولة وأحد رجال القرن الخامس الهجري البارزين. اكتسب شهرته من مؤلفه المعروف في علم الاجتماع باسم «قوتادغوبيليك» أي علم السعادة. كتاب «قوتادغوبيليك» تعتبر من خزائن الحكم العقلية الفذة.
ولد يوسف خاص حاجب في مدينة بلاساغون إحدى عاصمة الدولة القاراخانية في عام 1019م الموافق 410هـ لأسرة عريقة، وتوفى في سنة 1085م في كاشغر

## أعماله
ألف يوسف خاص حاجب كتباً عدة باللغة الأويغورية، أهمها وأشهرها كتابه «قوتادغوبيليك» للترشيد في السياسة الشرعية وإدارة الحكم وفقا للشريعة الإسلامية. ذكر المؤلف في كتابه العوامل التي تؤدي إلى قيام الدول والعوامل التي تؤدي إلى انهيارها. ولهذا السبب وصفه المفكرون الباحثون بأنه ابن خلدون الشرق. وواقع الأمر أن ابن خلدون قد جاء بعده بقرنين من الزمان، ولهذا فهو أسبق من ابن خلدون في الفكر الاجتماعي.
يعتبر كتاب «قوتادغوبيليك» أول كتاب اجتماعي موسوعي باللغة الأويغورية التركية في ظل الإسلام، وأنه نموذج فريد من نوعه حتى الآن بين الشعوب التركية، كذلك هو أول نص أدبي إسلامي تركي على الإطلاق. وهذا الكتاب نموذج الأدب الشعري والتفكر العقلي في تاريخ الحضارة الأويغورية.
يشكل «قوتادغوبيليك» تراثاً هاماً في الأدب الإسلامي فهو كتاب علمي تربوي أخلاقي وسياسي، لأنه يتحدث عن تشكيلات الدولة القاراخانية ويوضح مستواها الاجتماعي والثقافي وعن تشكيلات الدولة التركية القديمة قبل الإسلام.
وكتاب «قوتادغوبيليك» مكتوب باللغة الأويغورية في حروفها العربية ومقسم إلى 85 بابا، و6645 بيتا من الشعر. موضوع الكتاب السياسية الشرعية (الحاكمية) وإدارة الحكم بالقانون والعلم والعقل والأخلاق. كذلك عرض المؤلف أفكاره الإصلاحية الاجتماعية التي تؤدي لازدهار المجتمع وتحذر من العوامل السيئة.
وحينما انتهى العلامة من تأليف قوتادغوبيليك سنة 1070م وقد أتم معاصره العلامة اللغوي محمود الكاشغري من تأليف كتابه «ديوان لغات الترك» سنة 1074م. إن تشابه أسلوبهما يرشدنا إلى أنهما اكتسبا العلم من منهل واحد ومنهج واحد ذي أنظمة في تلك المؤسسات والجامعات الموجودة في البلاد.
وقد استغرق تأليف كتاب العلامة يوسف خاص حاجب «قوتادغوبيليك» سنة ونصف حتى أتمه سنة 1070م في مدينة كاشغر، وقدمه للسطان أبو علي حسن تاوغاج بغراء خان بن الملك سليمان أرسلان خان. والملك قدره وعززه بحيث عينه مستشاراً خاصاً للقصر الملكي، وعمل في القصر الملكي حوالي عشرين سنة.
بينما ألف ابن سينا مؤلفاته باللغة العربية وكذلك البيروني والفارابي، ألف العلامة محمود الكاشغري مؤلفة القيم «ديوان لغات الترك» بالتركية الأويغورية والعربية، وقدمه في بغداد للخليفة المقتدي بأمر الله.
يعتبر يوسف خاص حاجب الوارث المتميز لأفكار الفارابي، ويظهر هذا واضحاً في أفكاره السياسية والاجتماعية. يمكن لنا أن نقول أن يوسف خاص حاجب استفاد من فيلسوف بلده ومن بني جنسه (الفارابي) من الناحية الفلسفية والاجتماعية والسياسية

## علم الاجتماع
قوتادغوبيليك كتاب قيم في علم الاجتماع والحكم وفلسفة الحياة والحاكمية. وهو ليس كتاب في الأدب والاجتماع فقط، إنما كتاب للفكر الإسلامى في عصره حيث يضع المؤلف أفكاره ويربطها بالفكر الإسلامى بشكل عام فيما يتعلق بفلسفة الحكم. وأفكار الكتاب تشبه الأمثال والحكم.
كما يقدم لنا الكتاب أفكارا عن علم الاجتماع في وقت لم يكن ابن خلدون قد دوّن مؤلفه الشهير ويبيّن أن السلاح الأساسي لازدهار الدولة وتنمية مستوى معيشة الناس من قبل الملك المفكر وموظفه الكفء هو القانون العادل. القانون العادل يعبّر عن عقل الحكماء من جهة، ومن جهة أخرى يضمن سعادة الشعب. وإذا لم يحافظ القانون العادل، تتحول السعادة إلى شيء غير ثابت

## بعض خصائص كتاب «قوتادغوبيليك
- - العلامة يوسف خاص حاجب من الأويغور وكُتب الكتاب بلغة الخاقانية الأويغورية قال الأديب العلامة مجيب المصري (ولدينا في الأويغورية أثر فريد وهو «قوتادغوبيليك» الذي ألفه يوسف خاص حاجب تاريخ الأدب التركى- د مجيب المصري وقد أكد الكاتب القرغيزى الكبير جنكيز آيتماتوف في المؤتمر عن الأعلام الأتراك الذي عقد في مدينة بشكيك عام 1988م:«في رأيى يصح لو قلنا: إن يوسف خاص حاجب ومحمود الكاشغرى منسوبان إلى الشعب الأويغورى أولا، ثم إلى الشعب التركى ثانيا. والشعوب التركية الأخرى قد بدأو تدوين مؤلفاتهم الأدبية بعد الأويغور».
- - الكتاب موسوعة أدبية حوت كل ما يتعلق بالشعر.
- - الكتاب شكل أساس الأدب الأويغورى النموذجى في آسيا الوسطى وساهم في خزينة الأدب العالمى في نقاط متعددة اتفق حكماء المشرق جميعا على أن أحدا لم يؤلف كتابا أفضل من هذا الكتاب، وقاموا بتسميته كل على طريقته: فسمى في الصين «أدب الملوك»، وسماه ولاة عهدالهند الصينية «مرآة المملكة»، وسمى في المشرق «زينة العلماء»، وسماه الإيرانيون «تاريخ ملوك الترك»، أما الآخرون فسموه «مواعظ الملوك».
- - أثر «قوتادغوبيليك» تأثيرا مرموقا في كل مولانا سعد الدين الكاشغرى أستاذ عبدالرحمن جامى، والحافظ الخوارزمى، وأبو يعقوب السكاكى ولطفى وعطائى وبابور ونوائى.

## معرض صور

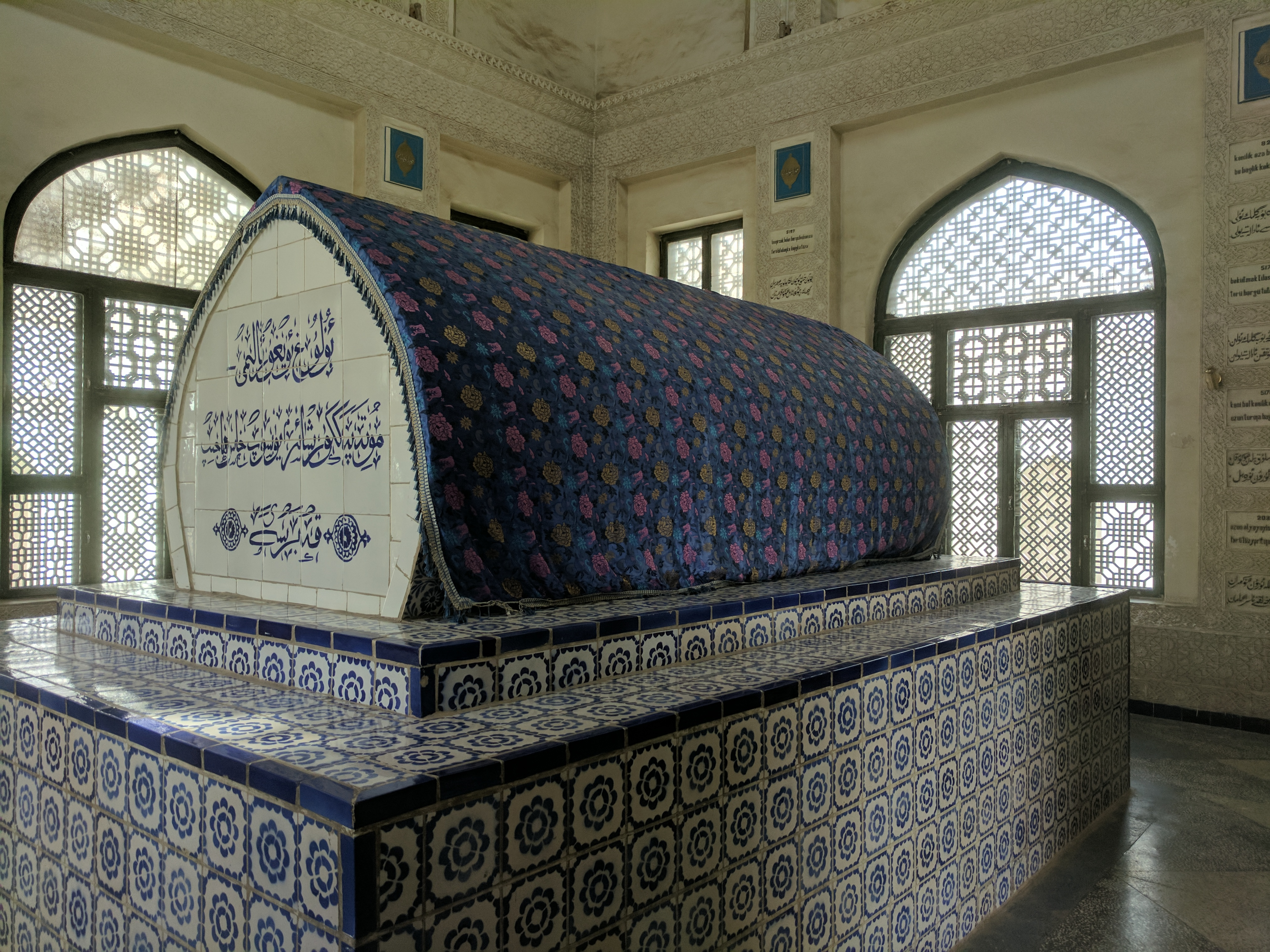
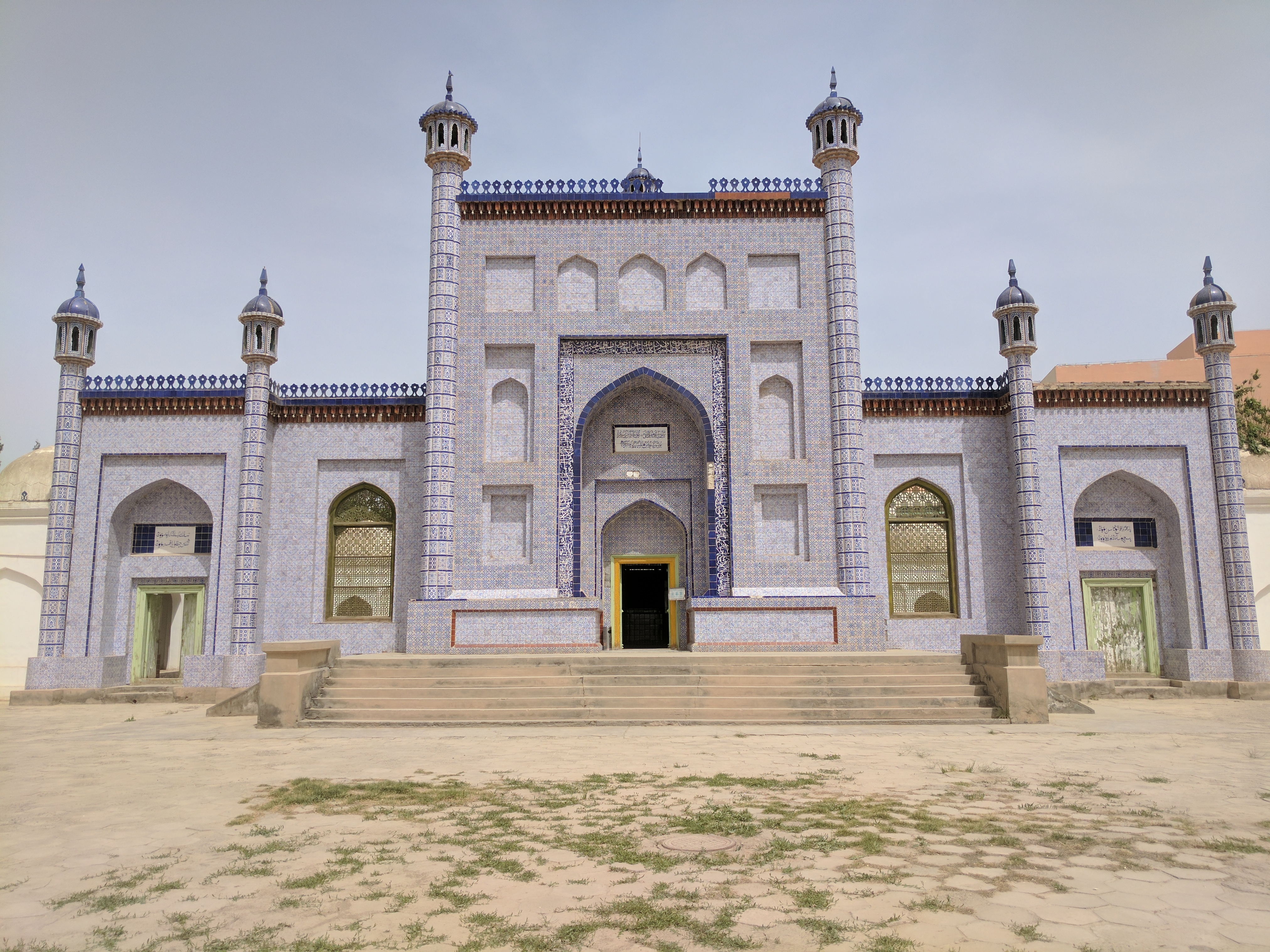
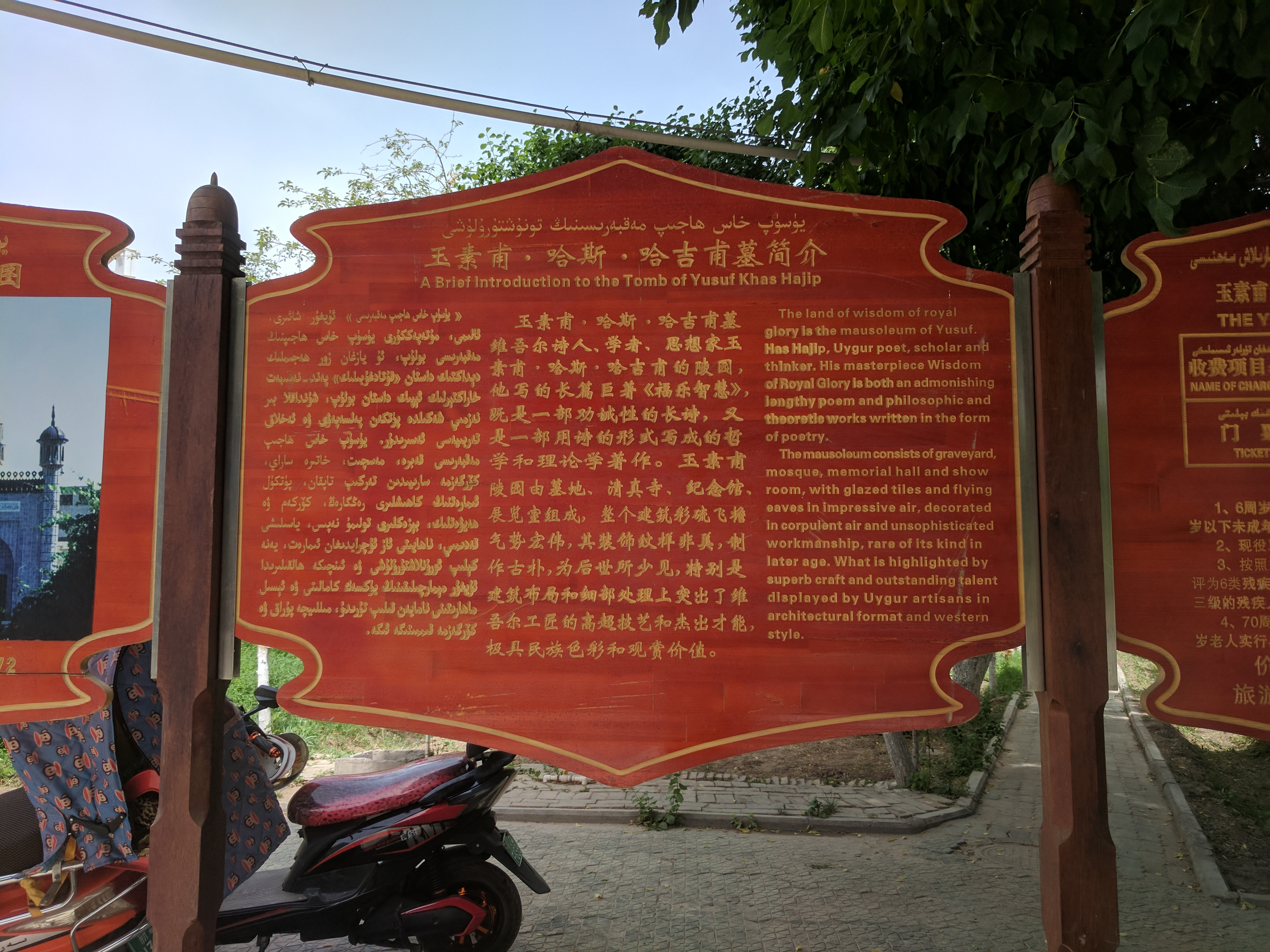
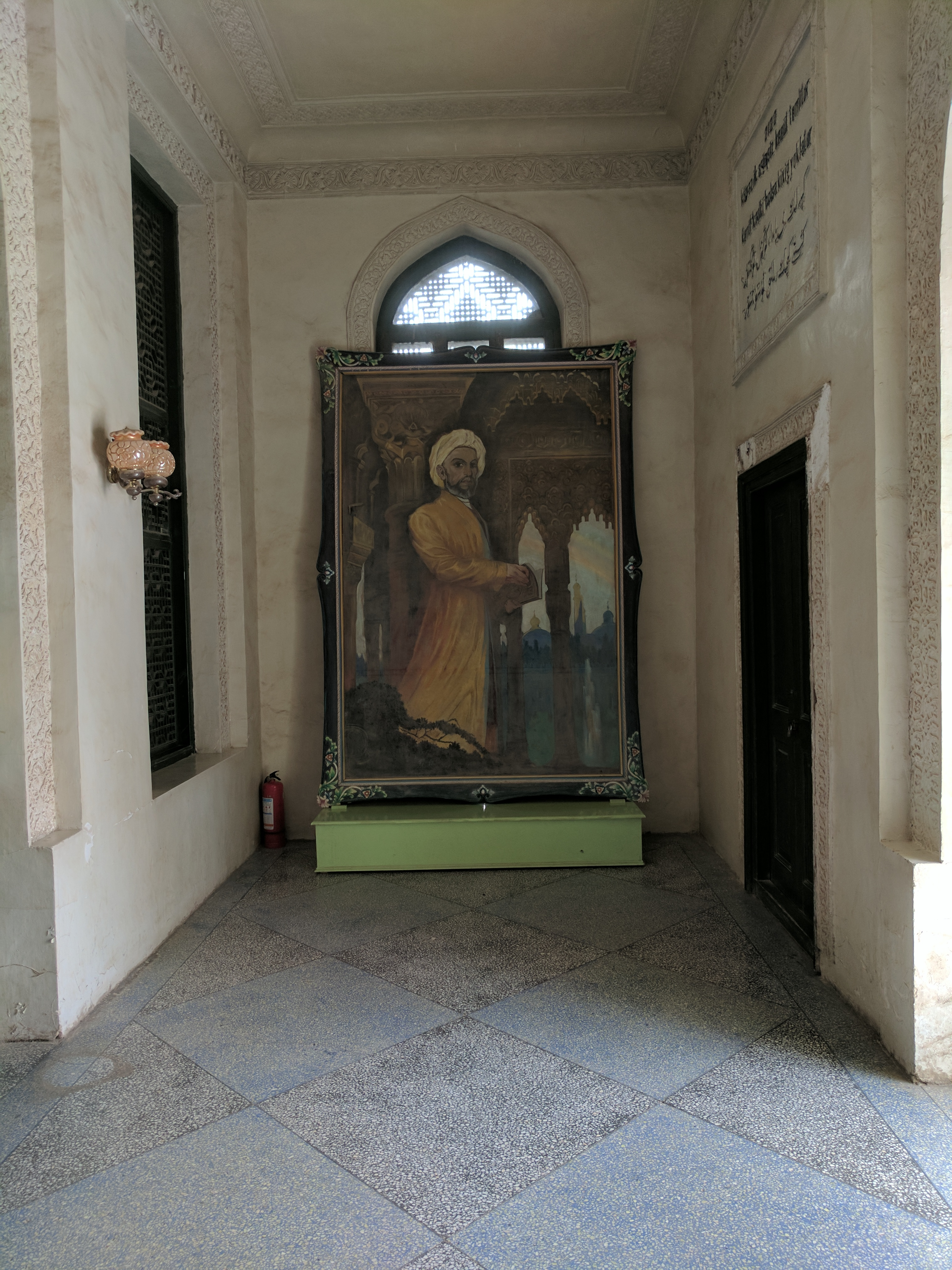